# Richard Maatsch
Richard Maatsch (* 4. Dezember 1904 in Braunschweig; † 3. April 1992) war ein deutscher Pflanzenbiologe und Sachbuchautor für Zierpflanzenbau.

## Leben
Maatsch war der Sohn von Friedrich und Elisabeth Maatsch, geborene Tödter. Sein Vater war Lehrer. Nach einer Gärtnerlehre im Botanischen Garten Braunschweig, Praktika in Baumschulen von Elmshorn und Berlin und nach 7½ Jahren Assistenz in den Botanischen Gärten München-Nymphenburg und Berlin-Dahlem absolvierte er 1929 ein Studium an der Lehr- und Forschungsanstalt Dahlem, wo er zum Gartenbauinspektor diplomiert wurde. Von 1931 bis 1949 war Maatsch, unterbrochen durch seine Kriegsgefangenschaft während des Zweiten Weltkriegs, Technischer Leiter und zuletzt Gartenbauoberlehrer an der Lehr- und Forschungsanstalt Dahlem. 1932 heiratete er Anna Bornhöft, mit der er zwei Töchter und einen Sohn hatte. 1933 wurde er Mitglied der Nationalsozialistischen Volkswohlfahrt (NSV). 1946 wurde er Lehrbeauftragter für Zierpflanzenbau an der Humboldt-Universität zu Berlin und 1949 ordentlicher Professor sowie Direktor des neugegründeten Instituts für Zierpflanzenbau an der Hochschule für Gartenbau und Landeskultur Hannover, das 1952 eine Fakultät der Technischen Hochschule Hannover wurde. 1969 ging Maatsch als Professor emeritus in den Ruhestand.
Von 1958 bis 1959 war er Dekan der Fakultät für Gartenbau und Landeskultur, von 1958 bis 1959 war er Senatsmitglied der TH Hannover.
1956 erschien im Verlag Paul Parey sein Opus magnum, das zweibändige Werk Pareys illustriertes Gartenbaulexikon.

## Ehrungen
Im Jahr 1973 erhielt Maatsch die Georg-Arends-Gedächtnis-Münze und 1975 die Friedrich-Scherrer-Gedächtnis-Medaille des Zentralverbands Gartenbau. 1979 wurde ihm die Ehrendoktorwürde der TU Berlin verlieren.

## Schriften (Auswahl)
- Ausgewählte Knollen- und Zwiebelblumen. Ratgeber für de Pflanzung, Pflege und Sortenwahl, 1935
- Pflanzen für Zimmer und Balkon. Aufzucht und Pflege von Zimmerpflanzen und Kakteen, 1937
- (mit Hugo Schlösser) Die Blumenzwiebeltreiberei sowie die Frühkultur von Blumenzwiebel- und Knollengewächsen, 1938 (erweiterte Auflage als Die Blumenzwiebeltreiberei und Frühkultur von Blumenzwiebel- und -knollengewächsen, die Maiblumentreiberei sowie die Kultur von Freesia und Leucocoryne, 1953)
- (mit Fritz Schneider) Cyclamen, 1942
- Freude durch Blumen. Kurze Anleitung zur Pflege von Zimmerpflanzen, 1947
- Gärtnerkalender, 1948
- Zierpflanzenbau: Zweites Heft Marktpflanzen, 1952
- Sortenbewegung der wichtigsten gärtnerischen Marktpflanzen, 1953
- Cyclamen. Die begehrteste Topfpflanze, 1955
- Pareys illustriertes Gartenbaulexikon. A–K, L–Z. 2 Bände, 1956
- Von der Blumenliebhaberei zur Gartenbauwissenschaft. Festvortrag anläßlich des 125jährigen Bestehens des Gartenbau-Vereins der Hauptstadt Hannover e. V. am 18. September 1957, 1957
- Vorläufige Sortenliste von Callistephus chinensis Nees. Für die internationale Registrierung zusammengestellt vom Institut für Zierpflanzenbau der TU Hannover, 1958
- Pareys Blumengärtneri, 1958–1961
- Pelargonien. Geschichte, Kultur, Wirtschaftlichkeit u. Züchtung, 1977
- Das Buch der Freilandfarne, 1980
- (mit Rob Herwig) Pareys Zimmerpflanzen-Enzyklopädie. Auswahl und Pflege von Pflanzen, 1983
- (mit Rudolf Schlechter) Die Orchideen, Band 2, 1985